# レパード・ツリー・ドッグ
レパード・ツリー・ドッグ（英：Leopard Tree Dog）とは、アメリカ合衆国のノースカロライナ州原産のツリーイング・ドッグである。犬種名は本種の毛色が豹っぽく見えることに由来する。現在は「アメリカン・レパード・ハウンド」と呼ばれる。別名は「アメリカン・レパード」「アメリカン・レパード・カー」「レパード・カー」とも呼ばれる事があるが、実際はカーでなくクーンハウンドの仲間である。
カタフーラ・レパード・ドッグと混同されることも多いが、カタフーラはルイジアナ州のカタフーラ湖から来る名前なので別種である。

## 歴史
18世紀ごろに作出されたツリーイング・ドッグで、アメリカへ移住してきたさまざまな国の移民が持ち込んだ猟犬や牧畜犬が自然に交雑して犬種になっていったものである。ツリーイング猟でアライグマやクマを木の上に追い詰める他、牧羊犬として羊の誘導も行えたため原産地外でも飼育されるようになり、人気の犬種となった。ツリードッグ種としてはアメリカ最古の種である。
しかし、1950年代頃になると雑種化が進み、純血の犬の数がかなり少なくなってしまった。そこでレパード・ツリー・ドッグの犬種クラブが1959年に発足し、血統の登録制度を強化したり純血種の保護を行ったりしてなんとか頭数を回復する事が出来た。近年はペットとしても飼育されるようになり、ツリーイング・ドッグの中では再び人気の犬種にもなった。尚、ほとんどが北米で飼育されているため、その他の地域にはめったに出回らない犬種である。

## 特徴
姿はセントハウンドタイプだが、能力はハーダー（牧畜犬）タイプの犬種の血を強く受け継いだ犬であると言われている。コートはなめらかなショートコートで、毛色はマール（大理石）系のあらゆる単色・複色であると定められているが、レットなどの普通の単色の犬もいる。一腹で生まれる仔犬の毛色は通常ばらばらである。垂れ耳・垂れ尾で体高51～66cm、体重22～44kgの大型犬。性格は友好的で従順で、しつけも良く入る。子供に対しても寛容である。

## 参考
『デズモンド・モリスの犬種事典』デズモンド・モリス著書、福山英也、大木卓訳 誠文堂新光社、2007年